# Bratków Zgorzelecki (przystanek kolejowy)
Bratków Zgorzelecki – przystanek osobowy położony blisko Bratkowa (właściwie na terenie wsi Posada) na linii kolejowej nr 290 Mikułowa – Bogatynia, w powiecie zgorzeleckim, w województwie dolnośląskim, w Polsce.